# 가시와역
가시와역(일본어: 柏駅, かしわえき)은 일본 지바현 가시와시에 위치한, 동일본 여객철도, 도부 철도의 철도역이다.

## 이용 가능한 철도 노선
- 동일본 여객철도
  - 조반 쾌속선
  - 조반 완행선

- 도부 철도
  - 도부 철도 노다 선

## 동일본 여객철도

### 승강장
| 1 | ■ 조반 완행선 | 신마쓰도 · 아야세 · 니시닛포리 · 요요기우에하라 · 혼아쓰기 방면 (도쿄 메트로 지요다선·오다큐 선) |
| 2 | ■ 조반 완행선 | 기타카시와 · 아비코 · 도리데 방면                                                                |
| 3 | ■ 조반 쾌속선 | 마쓰도 · 기타센주 · 닛포리 · 우에노 · 도쿄 · 시나가와 방면 (우에노도쿄라인)                      |
| 4 | ■ 조반 쾌속선 | 도리데 · 나리타 · 쓰치우라 · 미토 · 가쓰타 · 다카하기 방면                                       |

### 역사
- 1896년 12월 25일 - 일본 철도의 "가시와 역"으로서 개업했다.
- 1906년 11월 1일 - 국유화에 따라 일본국유철도의 소속이 되었다.
- 1909년 10월 12일 - 선로 명칭 제정에 따라 조반 선의 일부가 되었다.
- 1970년 4월 20일 - 화물 취급을 폐지했다.
- 1971년 4월 20일 - 조반 선이 복복선화되었다. 가시와 역의 쾌속선 승강장 설치는 1972년 10월 2일 쾌속 열차 정차가 개시되면서 이루어졌다.
- 1987년 4월 1일 - 민영화에 따라 동일본 여객철도의 소속이 되었다.
- 2001년 11월 18일 - 스이카의 사용이 개시되었다.
- 2005년 7월 9일 - 프레시 히타치의 지바 현내 유일한 정차역이 되었다. 아침 상행 일부를 제외한 모든 프레시 히타치 호가 정차하게 되었다.

## 도부 철도
두단식 승강장 2면 4선 형태의 교상역으로, 역 시설은 다카시마야 민자역사 안에 있다. 오미야역 방면과 후나바시역 방면의 열차들은 대부분 가시와 역에서 시종착하며, 두 방면 구간을 모두 직결 운행하는 열차들은 가시와 역의 단절된 승강장 구조 때문에 가시와 역 안에서 스위치백을 한다. 대합실에서 승강장이 있는 층까지 연결되는 엘리베이터는 중앙 개찰구와 오미야 방면 승강장(7·8번선)을 잇는 1기 뿐이지만, 승강장 끝의 잘린 부분과 가깝기 때문에 후나바시 방면 승강장(5·6번선)과도 연결된다. 개찰구는 동쪽 출구와 서쪽 출구를 잇는 통로 사이의 중앙 출구와 남쪽 출구 2개소에 설치되어 있다.

### 승강장
| 5・6 | ■ 노다 선 | 무쓰미・신카마가야・후나바시 방면                     |
| 7・8 | ■ 노다 선 | 나가레야마오타카노모리・노다시・가스카베・오미야 방면 |

### 역사
- 1911년 5월 9일 - 지바 현영 경편 철도 노다 선의 일부로서 개업하였다.
- 1923년 8월 1일 - 노선 양도에 따라 호쿠소 철도의 소속이 되었다.
- 1923년 12월 27일 - 호쿠소 철도 후나바시 선(지금의 도부 철도 노다 선 가시와 ~ 후나바시 구간)이 역 동쪽에 개업하였다.
- 1929년 11월 22일 - 회사 명칭 개칭에 따라 소부 철도의 소속이 되었다.
- 1930년 8월 30일 - 노다 선과 후나바시 선 간의 연결선 신설로 노다 선 가시와 역과 후나바시 선 가시와 역이 통합되었다.
- 1944년 3월 1일 - 회사 합병으로 도부 철도의 소속이 되었다.
- 1948년 4월 16일 - 도부 철도 노다 선과 후나바시 선이 도부 철도 노다 선이 되면서, 노다 선의 일부가 되었다.
- 1984년 - 도부 철도 노다 선 화물 취급이 폐지되었다.

## 인접역
| 동일본 여객철도 조반 선        | 동일본 여객철도 조반 선 | 동일본 여객철도 조반 선                    |
| ------------------------------ | ----------------------- | ------------------------------------------ |
| JL 27 미나미카시와 아야세 방면 | 각역정차                | JL 29 기타카시와 도리데 방면               |
| JJ 06 마쓰도 시나가와 방면     | 쾌속                    | JJ 08 아비코 이와키 · 도리데 · 나리타 방면 |
| JJ 06 마쓰도 시나가와 방면     | 특별쾌속                | JJ 10 도리데 쓰치우라 방면                 |
| 도부 철도 노다 선              |                         |                                            |
| 도요시키 오미야 방면           | ■ 노다 선               | 신카시와 후나바시 방면                     |